# Округ Камден (Џорџија)
Округ Камден (енгл. Camden County) је округ у америчкој савезној држави Џорџија.

## Демографија
По попису из 2010. године број становника је 50.513, што је 6.849 (15,7%) становника више него 2000. године.
| Група             | 2000.          | 2010.          |
| Белци             | 31.975 (73,2%) | 35.977 (71,2%) |
| Афроамериканци    | 8.783 (20,1%)  | 9.799 (19,4%)  |
| Азијати           | 441 (1,0%)     | 724 (1,4%)     |
| Хиспаноамериканци | 1.585 (3,6%)   | 2.590 (5,1%)   |
| Укупно            | 43.664         | 50.513         |